# دروغ‌های مصلحتی کوچک (فیلم ۲۰۱۰)
{{Infobox film
| name =دروغ‌های مصلحتی کوچک
| image = Little White Lies-poster-2010.jpg
| alt =
| caption =
| film name =
| director = گیوم کنه
| producer = Alain Attal
| screenplay = گیوم کنه
| story =
| based on =
| starring = فرانسوا کلوزه
ماریون کوتیار
بونوآ ماژیمل
ژیل لولوش
ژان دوژاردن
آن ماریون
پاسکال آربیلوت
ادوار مونتوت
لوران لافیت
Louise Monot
Matthieu Chedid
Yodelice

سارا مارتینز
والری بونتون
| narrator =
| music =
| cinematography = Christophe Offenstein
| editing = Hervé De Luze
| studio = Les Productions du Trésor
اروپاکورپ
| distributor = EuropaCorp Distribution
| released = {{تاریخ انتشار فیلم|df=y|۲۰۱۰|۹|۱۱|[[۲۰۱۰ [جشنواره فیلم تورنتو|TIFF]]|۲۰۱۰|۱۰|۲۰|فرانسه}}
| runtime = ۱۵۴ دقیقه
| country = فرانسه
| language = فرانسوی
| writer = Guillaume Canet
| budget = ۱۵٬۲۶۸٬۳۱۰ دلار
| gross = ۸۶٬۵۲۶٬۱۳۹ دلار
}}
دروغ‌های مصلحتی کوچک (انگلیسی: Little White Lies) فیلمی فرانسوی به کارگردانی گیوم کنه است که در سال ۲۰۱۰ منتشر شد. از بازیگران آن می‌توان به فرانسوا کلوزه، ماریون کوتیار، بونوآ ماژیمل و ژان دوژاردن اشاره کرد.

## موضوع فیلم
یک تصادف کشنده باعث می‌شود یکی از افراد گروه در بیمارستان بماند، در حالی که بقیه عازم سفر تفریحاتی هستند. اما رازها و دروغ‌هایی که بین افراد این گروه است، باعث می‌شود به مرور از هم رانده شوند...